# Caorches-Saint-Nicolas
Caorches-Saint-Nicolas é uma comuna francesa na região administrativa da Normandia, no departamento de Eure. Estende-se por uma área de 11,88 km². Em 2010 a comuna tinha 608 habitantes (densidade: 51,2 hab./km²).